# Марса-Зейтія
Марса́-Зейтія́ — бухта, розташована в північній частині Червоного моря, в протоці Губаль. Розташована в межах Єгипту. На північному березі знаходиться вантажна пристань.